# Atari ST
Atari ST — семейство домашних персональных компьютеров фирмы Atari, выпускались с 1985 года и в течение 1990-х. ST в названии семейства — это сокращение «Sixteen/Thirty-two» — «16/32», то есть 16-разрядный компьютер с 32-разрядной внутренней шиной процессора Motorola 68000.
Atari ST была заметной машиной, на основе процессора Motorola 68000, с ОЗУ от 512 КБ и 3,5-дюймовым дисководом. Этот компьютер был похож на другие машины того времени на основе Motorola 68000 — Apple Macintosh и Commodore Amiga. Хотя Макинтош и стал первым доступным компьютером с графическим интерфейсом пользователя, но он был ограничен встроенным чёрно-белым монитором низкого разрешения. Ранние модели Atari также имели чёрно-белый монитор с высоким разрешением 640х400 точек (high resolution), а также поддерживали цветной графический режим 320х200 точек (16 цветов, low resolution) и 640x200 (4 цвета, medium resolution). Таким образом, экран в памяти всегда занимал 32000 байт.
Atari ST более поздних моделей оснащались т. н. блиттером — своеобразным графическим ускорителем, обеспечивавшим ускорение операций битмаппинга, необходимых для быстрой отрисовки элементов интерфейса, а сама TOS явилась одной из первых массовых графических операционных сред.
Atari ST/STE оснащались также MIDI-интерфейсом со стандартными 5-штырьковыми разъёмами, что предопределило широкое распространение этих компьютеров в музыкальной сфере. Ставшие впоследствии индустриальным стандартом в музыкальном мире программы Logic фирмы Emagic и Cubase фирмы Steinberg впервые появились именно на Atari. Компьютеры этого типа применяли в студийной и концертной работе такие мэтры, как Александр Зацепин, Queen, Жан-Мишель Жарр, Клаус Шульце, Tangerine Dream, Kraftwerk, Aphex Twin, Fatboy Slim.

## Модели
- 520ST+
- 520ST
- 260ST
- 520STM
- 520STFM
- 1040STF
- 1040STFM
- Mega ST
- 520STE и 1040STE
- Mega STE
- STacy
- ST Book

## Средства разработки
- Лого
- Atari ST BASIC[англ.]
- GFA BASIC[англ.]
- STOS BASIC[англ.]
- DBASIC[англ.]